# Bayerisches Jazzweekend

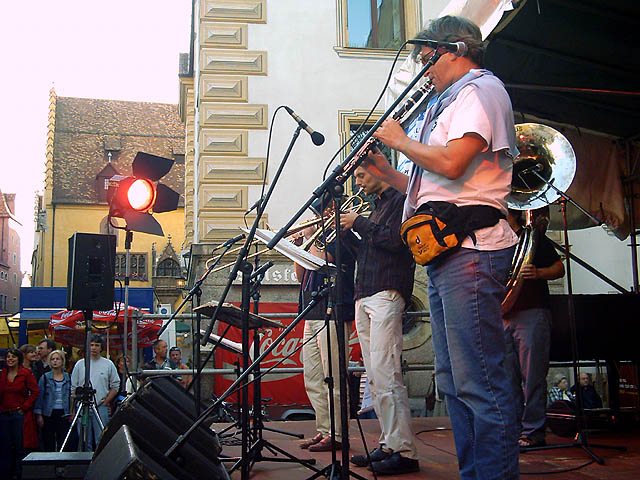
Bayerisches Jazzweekend, Bühne am Kohlenmarkt (2004)

Das Bayerische Jazzweekend oder Jazzweekend Regensburg ist ein Jazz-Festival in Regensburg, das seit 1982 jährlich an vier Tagen im Juli stattfindet. Die künstlerische Leitung liegt seit 2021 bei Christian Sommerer, Veranstalter ist das Kulturamt der Stadt Regensburg.

## Geschichte
Das ursprüngliche Ziel war, den historischen Kern der Stadt mit künstlerischem Leben zu erfüllen. Die Organisation der Veranstaltung übernahm lange Zeit das Bayerische Jazzinstitut. Heute wird das kostenlose Festival in Zusammenarbeit aus einem Kuratorium sowie dem Kulturamt der Stadt Regensburg durchgeführt. Dabei lockt es jährlich über 80.000 Besucher an, die rund 750 nationale und internationale Musiker hören können. 2025 wurde bei 110 Konzerten an vierzehn Spielorten in der Regensburger Innenstadt und an fünf in Kallmünz musiziert.
Das Jazzweekend präsentiert Jazz aller Stilrichtungen, von Traditional Jazz bis zu Fusion. Die Ensembles werden jährlich aus über 300 Bewerbungen ausgewählt.